# Video collection 93-99
Video collection 93-99 è una VHS ufficiale della cantante italiana Laura Pausini pubblicata il 3 dicembre 1999.

## La VHS
La VHS raccoglie 9 videoclip dei brani musicali che vanno dal 1993 al 1999, il Making of the video di Un'emergenza d'amore e un video live di One More Time, colonna sonora del film Le parole che non ti ho detto (Message in a bottle).
Viene pubblicata anche in lingua spagnola per la Spagna e per l'America Latina. I titoli di coda sono accompagnati dal brano Looking For an Angel.
Vengono vendute 20 000 copie.

## Edizioni

### Video collection 93-99(Italia)
- VHS: 0685738131433[2]

1. Intro + La solitudine – 5:08 (testo: Federico Cavalli, Pietro Cremonesi – musica: Angelo Valsiglio, Pietro Cremonesi)
2. Intro + Strani amori – 5:08 (testo: Cheope, Marco Marati, Francesco Tanini – musica: Angelo Valsiglio, Roberto Buti)
3. Intro + Gente – 5:02 (testo: Cheope, Marco Marati – musica: Angelo Valsiglio)
4. Incancellabile + Intro – 4:20 (testo: Cheope – musica: Giuseppe Carella, Fabrizio Baldoni, Gino De Stefani)
5. Intro + Le cose che vivi – 4:55 (testo: Cheope, Fabrizio Pausini – musica: Giuseppe Carella, Fabrizio Baldoni, Gino De Stefani)
6. Intro + Ascolta il tuo cuore – 5:22 (testo: Cheope, Fabrizio Pausini – musica: Vito Mastrofrancesco, Alberto Mastrofrancesco, Charles Cohiba)
7. Making of the video + Un'emergenza d'amore – 7:49 (testo: Laura Pausini, Cheope, Massimo Pacciani – musica: Eric Buffat)
8. In assenza di te + Intro – 4:30 (testo: Laura Pausini, Cheope – musica: Antonio Galbiati)
9. Intro + La mia risposta – 4:22 (testo: Laura Pausini, Cheope – musica: Claudio Guidetti)
10. Intro + Emergencia de amor – 5:24 (testo: Laura Pausini, Cheope, Massimo Pacciani - Adatt. spagnolo: Laura Pausini, Carlos Pixin, León Tristán – musica: Eric Buffat)
11. Intro + One More Time – 6:54 (testo e musica: Richard Marx)

### Video collection 93-99(Spagna e America Latina)
- VHS: 0685738131495[3]

1. Intro + La soledad – 5:08 (testo: Federico Cavalli, Pietro Cremonesi - adatt. spagnolo: Badia – musica: Angelo Valsiglio, Pietro Cremonesi)
2. Intro + Amores extraños – 5:08 (testo: Cheope, Marco Marati, Francesco Tanini - adatt. spagnolo: Badia – musica: Angelo Valsiglio, Roberto Buti)
3. Intro + Gente – 5:02 (testo: Cheope, Marco Marati - adatt. spagnolo: Badia – musica: Angelo Valsiglio)
4. Inolvidable + Intro – 4:20 (testo: Cheope - adatt. spagnolo: Badia – musica: Giuseppe Carella, Fabrizio Baldoni, Gino De Stefani)
5. Intro + Las cosas que vives – 4:55 (testo: Cheope, Fabrizio Pausini - adatt. spagnolo: Badia – musica: Giuseppe Carella, Fabrizio Baldoni, Gino De Stefani)
6. Intro + Escucha a tu corazón – 5:22 (testo: Cheope, Fabrizio Pausini - adatt. spagnolo: Badia – musica: Vito Mastrofrancesco, Alberto Mastrofrancesco, Charles Cohiba)
7. Making of the video + Emergencia de amor – 7:49 (testo: Laura Pausini, Cheope, Massimo Pacciani - adatt. spagnolo: Laura Pausini, Carlos Pixin, León Tristán – musica: Eric Buffat)
8. En ausencia de ti + Intro – 4:30 (testo: Laura Pausini, Cheope - adatt. spagnolo: Badia – musica: Antonio Galbiati)
9. Intro + Mi respuesta – 4:22 (testo: Laura Pausini, Cheope - adatt. spagnolo: Badia – musica: Claudio Guidetti)
10. Intro + Un'emergenza d'amore – 5:24 (testo: Laura Pausini, Cheope, Massimo Pacciani – musica: Eric Buffat)
11. Intro + One More Time – 6:54 (testo e musica: Richard Marx)